# Леще (Іновроцлавський повіт)
Леще (пол. Leszcze) — село в Польщі, у гміні Злотники-Куявські Іновроцлавського повіту Куявсько-Поморського воєводства.
Населення — 193 особи (2011).
У 1975-1998 роках село належало до Бидгощського воєводства.

## Демографія
Демографічна структура станом на 31 березня 2011 року:
|          | Загалом | Допрацездатний вік | Працездатний вік | Постпрацездатний вік |
| -------- | ------- | ------------------ | ---------------- | -------------------- |
| Чоловіки | 97      | 19                 | 71               | 7                    |
| Жінки    | 96      | 17                 | 55               | 24                   |
| Разом    | 193     | 36                 | 126              | 31                   |